# 아프리카 네이션스컵
아프리카 네이션스컵(Africa Cup of Nations)은 홀수 해마다 열리는 아프리카 국가 간의 축구 대항전이다. 1957년에 첫 대회가 열렸으며 아프리카 축구 연맹(CAF)이 대회를 주관한다.

## 역사
1957년 수단에서 첫 대회가 열렸다. 에티오피아, 이집트, 남아프리카 공화국, 수단 4개국이 첫 대회에 참가했지만 남아프리카 공화국은 당시의 아파르트헤이트 정책으로 인해 참가 자격을 박탈당했고 3개국만이 대회에 참가했다.
1950년대 후반부터 아프리카에 있던 식민지들이 줄줄이 독립하면서 CAF 회원국 또한 증가했다. 이에 따라 에티오피아에서 열린 1962년 대회부터 예선이 신설되었다. 에티오피아에서 열린 1968년 대회부터 알제리에서 열린 1990년 대회까지는 8개국이 대회에 참가했지만 세네갈에서 열린 1992년 대회와 튀니지에서 열린 1994년 대회에서는 12개국이 참가했다. 남아프리카 공화국에서 열린 1996년 대회부터 참가국이 16개국으로 확대되었다가 이집트에서 열린 2019년 대회부터는 참가국이 24개국으로 확대된다.
1968년 이후부터 짝수 해마다 열리다가 일부 인사들은 개최 주기를 홀수 해마다로 바꾸자는 주장을 하기도 하였다. 이에 따라 남아프리카 공화국에서 열린 2013년 대회부터 홀수 해마다 열리고 있다.

## 역대 성적
| 회차 | 연도 | 개최국                  | 결승전            | 결승전                          | 결승전            | 3.4위전           | 3.4위전                       | 3.4위전              |
| 회차 | 연도 | 개최국                  | 우승              | 점수                            | 준우승            | 3위               | 점수                          | 4위                  |
| ---- | ---- | ----------------------- | ----------------- | ------------------------------- | ----------------- | ----------------- | ----------------------------- | -------------------- |
| 1회  | 1957 | 수단                    | 이집트            | 4 - 0                           | 에티오피아        | 수단              | 남아프리카 연방 실격          | 남아프리카 연방 실격 |
| 2회  | 1959 | 아랍 연합 공화국        | 아랍 연합 공화국  | 2 - 1                           | 수단              | 에티오피아        | 3팀만 참가                    | 3팀만 참가           |
| 3회  | 1962 | 에티오피아              | 에티오피아        | 4 - 2 연장전                    | 아랍 연합 공화국  | 튀니지            | 3 - 0                         | 우간다               |
| 4회  | 1963 | 가나                    | 가나              | 3 - 0                           | 수단              | 아랍 연합 공화국  | 3 - 0                         | 에티오피아           |
| 5회  | 1965 | 튀니지                  | 가나              | 3 - 2 연장전                    | 튀니지            | 코트디부아르      | 1 - 0                         | 세네갈               |
| 6회  | 1968 | 에티오피아              | 콩고 킨샤사       | 1 - 0                           | 가나              | 코트디부아르      | 1 - 0                         | 에티오피아           |
| 7회  | 1970 | 수단                    | 수단              | 1 - 0                           | 가나              | 아랍 연합 공화국  | 3 - 1                         | 코트디부아르         |
| 8회  | 1972 | 카메룬                  | 콩고              | 3 - 2                           | 말리              | 카메룬            | 5 - 2                         | 자이르               |
| 9회  | 1974 | 이집트                  | 자이르            | 2 - 2 연장전 2 - 0 재경기       | 잠비아            | 이집트            | 4 - 0                         | 콩고                 |
| 10회 | 1976 | 에티오피아              | 모로코            | n/a                             | 기니              | 나이지리아        | n/a                           | 이집트               |
| 11회 | 1978 | 가나                    | 가나              | 2 - 0                           | 우간다            | 나이지리아        | 2 - 0                         | 튀니지               |
| 12회 | 1980 | 나이지리아              | 나이지리아        | 3 - 0                           | 알제리            | 모로코            | 2 - 0                         | 이집트               |
| 13회 | 1982 | 리비아                  | 가나              | 1 - 1 연장전 (7 - 6) 승부차기   | 리비아            | 잠비아            | 2 - 0                         | 알제리               |
| 14회 | 1984 | 코트디부아르            | 카메룬            | 3 - 1                           | 나이지리아        | 알제리            | 3 - 1                         | 이집트               |
| 15회 | 1986 | 이집트                  | 이집트            | 0 - 0 연장전 (5 - 4) 승부차기   | 카메룬            | 코트디부아르      | 3 - 2                         | 모로코               |
| 16회 | 1988 | 모로코                  | 카메룬            | 1 - 0                           | 나이지리아        | 알제리            | 1 - 1 연장전 (4 - 3) 승부차기 | 모로코               |
| 17회 | 1990 | 알제리                  | 알제리            | 1 - 0                           | 나이지리아        | 잠비아            | 1 - 0                         | 세네갈               |
| 18회 | 1992 | 세네갈                  | 코트디부아르      | 0 - 0 연장전 (11 - 10) 승부차기 | 가나              | 나이지리아        | 2 - 1                         | 카메룬               |
| 19회 | 1994 | 튀니지                  | 나이지리아        | 2 - 1                           | 잠비아            | 코트디부아르      | 3 - 1                         | 말리                 |
| 20회 | 1996 | 남아프리카 공화국       | 남아프리카 공화국 | 2 - 0                           | 튀니지            | 잠비아            | 1 - 0                         | 가나                 |
| 21회 | 1998 | 부르키나파소            | 이집트            | 2 - 0                           | 남아프리카 공화국 | 콩고 민주 공화국  | 4 - 4 (4 - 1) 승부차기        | 부르키나파소         |
| 22회 | 2000 | 가나 / 나이지리아       | 카메룬            | 2 - 2 연장전 (4 - 3) 승부차기   | 나이지리아        | 남아프리카 공화국 | 2 - 2 연장전 (4 - 3) 승부차기 | 튀니지               |
| 23회 | 2002 | 말리                    | 카메룬            | 0 - 0 연장전 (3 - 2) 승부차기   | 세네갈            | 나이지리아        | 1 - 0                         | 말리                 |
| 24회 | 2004 | 튀니지                  | 튀니지            | 2 - 1                           | 모로코            | 나이지리아        | 2 - 1                         | 말리                 |
| 25회 | 2006 | 이집트                  | 이집트            | 0 - 0 연장전 (4 - 2) 승부차기   | 코트디부아르      | 나이지리아        | 1 - 0                         | 세네갈               |
| 26회 | 2008 | 가나                    | 이집트            | 1 - 0                           | 카메룬            | 가나              | 4 - 2                         | 코트디부아르         |
| 27회 | 2010 | 앙골라                  | 이집트            | 1 - 0                           | 가나              | 나이지리아        | 1 - 0                         | 알제리               |
| 28회 | 2012 | 가봉 / 적도 기니        | 잠비아            | 0 - 0 연장전 (8 - 7) 승부차기   | 코트디부아르      | 말리              | 2 - 0                         | 가나                 |
| 29회 | 2013 | 남아프리카 공화국       | 나이지리아        | 1 - 0                           | 부르키나파소      | 말리              | 3 - 1                         | 가나                 |
| 30회 | 2015 | 적도 기니               | 코트디부아르      | 0 - 0 연장전 (9 - 8) 승부차기   | 가나              | 콩고 민주 공화국  | 0 - 0 연장전 (4 - 2) 승부차기 | 적도 기니            |
| 31회 | 2017 | 가봉                    | 카메룬            | 2 - 1                           | 이집트            | 부르키나파소      | 1 - 0                         | 가나                 |
| 32회 | 2019 | 이집트                  | 알제리            | 1 - 0                           | 세네갈            | 나이지리아        | 1 - 0                         | 튀니지               |
| 33회 | 2021 | 카메룬                  | 세네갈            | 0 - 0 연장전 (4 - 2) 승부차기   | 이집트            | 카메룬            | 3 - 3 연장전 (5 - 3) 승부차기 | 부르키나파소         |
| 34회 | 2023 | 코트디부아르            | 코트디부아르      | 2 - 1                           | 나이지리아        | 남아프리카 공화국 | 0 - 0 연장전 (6 - 5) 승부차기 | 콩고 민주 공화국     |
| 36회 | 2025 | 모로코                  |                   | -                               |                   |                   | -                             |                      |
| 37회 | 2027 | 케냐 / 탄자니아/ 우간다 |                   | -                               |                   |                   | -                             |                      |

1. ↑  1957년 대회에서 남아프리카 연방(현재의 남아프리카 공화국)은 아파르트헤이트 문제로 참가 자격을 박탈당했다. 이 조치는 1992년 대회까지 적용되었다.
2. ↑  1959년 대회에서는 3팀만이 참가하여 리그전을 벌였다. 대회 마지막 경기인 이집트와 수단의 경기에서 이집트가 2-1로 승리하여 우승했다.
3. 1 2  1976년 대회 결선은 토너먼트 방식이 아닌 4팀 리그전으로 진행되었다.
4. ↑  1978년 대회의 3,4위전은 나이지리아의 2-0 승리로 간주되었다. 1-1 상태였던 전반 42분에 튀니지 선수들 전원이 경기장을 나갔기 때문이다.
5. ↑  연장전은 없었다.
6. ↑  본래 짐바브웨에서 개최될 예정이었으나, 나중에 개최를 포기하였기 때문에 가나와 나이지리아의 공동개최로 변경되었다.
7. ↑  본래 2019년 카메룬, 2021년 코트디부아르, 2023년 기니가 개최하기로 예정되어 있었으나 본선 참가팀이 16개팀에서 24개팀으로 확대되는 등 대회 구조에 여러 변화가 생기면서 카메룬이 대회 준비 기한을 지키지 못해 2019년 대회는 이집트가 개최하기로 결정되었다. 대신 카메룬을 비롯한 개최 예정국들은 각각 다음 대회로 개최가 미뤄졌다.
8. ↑  2023년 대회는 6~7월에 최고조에 달하는 서부 및 중앙 아프리카 열대 우기를 피하기 위해 코트디부아르의 요청에 따라 2024년 1월로 변경되었다.
9. ↑  원래 개최 예정이었던 기니는 대회 준비 미흡과 더딘 준비 속도로 개최국 지위를 박탈당했다.

## 통계

### 우승 횟수
| 횟수 | 국가              | 년도                                     |
| ---- | ----------------- | ---------------------------------------- |
| 7회  | 이집트            | 1957, 1959, 1986, 1998, 2006, 2008, 2010 |
| 5회  | 카메룬            | 1984, 1988, 2000, 2002, 2017             |
| 4회  | 가나              | 1963, 1965, 1978, 1982                   |
| 3회  | 나이지리아        | 1980, 1994, 2013                         |
| 3회  | 코트디부아르      | 1992, 2015, 2023                         |
| 2회  | 콩고 민주 공화국  | 1968, 1974                               |
| 2회  | 알제리            | 1990, 2019                               |
| 1회  | 에티오피아        | 1962                                     |
| 1회  | 수단              | 1970                                     |
| 1회  | 콩고 공화국       | 1972                                     |
| 1회  | 모로코            | 1976                                     |
| 1회  | 남아프리카 공화국 | 1996                                     |
| 1회  | 튀니지            | 2004                                     |
| 1회  | 잠비아            | 2012                                     |
| 1회  | 세네갈            | 2021                                     |

### 개최 횟수
| 횟수 | 국가              | 년도                         |
| ---- | ----------------- | ---------------------------- |
| 5회  | 이집트            | 1959, 1974, 1986, 2006, 2019 |
| 4회  | 가나              | 1963, 1978, 2000, 2008       |
| 3회  | 에티오피아        | 1962, 1968, 1976             |
| 3회  | 튀니지            | 1965, 1994, 2004             |
| 2회  | 수단              | 1957, 1970                   |
| 2회  | 나이지리아        | 1980, 2000                   |
| 2회  | 남아프리카 공화국 | 1996, 2013                   |
| 2회  | 적도 기니         | 2012^, 2015                  |
| 2회  | 가봉              | 2012^, 2017                  |
| 2회  | 카메룬            | 1972, 2021                   |
| 2회  | 코트디부아르      | 1984, 2023                   |
| 2회  | 모로코            | 1988, 2025*                  |
| 1회  | 리비아            | 1982                         |
| 1회  | 알제리            | 1990                         |
| 1회  | 세네갈            | 1992                         |
| 1회  | 부르키나파소      | 1998                         |
| 1회  | 말리              | 2002                         |
| 1회  | 앙골라            | 2010                         |
| 1회  | 우간다            | 2027*^                       |
| 1회  | 케냐              | 2027*^                       |
| 1회  | 탄자니아          | 2027*^                       |

정렬 기준은 개최 횟수-마지막 개최 연도가 빠른 순임.
- * 개최 예정.
- ^ 공동 개최국.

## 통산 성적
1957년 아프리카 네이션스컵부터 2017년 아프리카 네이션스컵까지 31번의 대회에서 각 국가가 기록한 성적을 순위별로 나열한 통계표다. 총 38개국이 본선에 진출했다.
순위를 결정하는 기준은 다음과 같다.
- 승리 3점, 무승부 1점, 패배 0점으로 계산한다. (1993년까지는 승리가 2점이었지만 전부 3점으로 처리)
- 승점이 많을수록 상위권에 랭크
- 승점이 같으면 골득실 > 다득점 순으로 랭크
- 굵은 글씨(숫자)는 각 기록에서 가장 높은 순위

| 순위 | 국가              | 승점 | 진출 횟수 | 경기 횟수 | 승 | 무* | 패 | 득점 | 실점 | 득실차 | 평균 점수 | 최고 순위 |
| ---- | ----------------- | ---- | --------- | --------- | -- | --- | -- | ---- | ---- | ------ | --------- | --------- |
| 1    | 이집트            | 179  | 23        | 96        | 54 | 17  | 25 | 159  | 87   | +72    | 1.86      | 우승 (7)  |
| 2    | 가나              | 176  | 21        | 95        | 53 | 17  | 25 | 125  | 79   | +46    | 1.85      | 우승 (4)  |
| 3    | 나이지리아        | 159  | 17        | 86        | 46 | 21  | 19 | 123  | 82   | +41    | 1.85      | 우승 (3)  |
| 4    | 카메룬            | 145  | 18        | 80        | 40 | 25  | 15 | 119  | 73   | +46    | 1.81      | 우승 (5)  |
| 5    | 코트디부아르      | 141  | 22        | 90        | 39 | 24  | 27 | 131  | 97   | +34    | 1.57      | 우승 (2)  |
| 6    | 잠비아            | 98   | 17        | 67        | 26 | 20  | 21 | 81   | 69   | +12    | 1.46      | 우승 (1)  |
| 7    | 튀니지            | 90   | 18        | 68        | 22 | 24  | 22 | 87   | 87   | 0      | 1.32      | 우승 (1)  |
| 8    | 알제리            | 86   | 17        | 67        | 22 | 20  | 25 | 80   | 83   | -3     | 1.28      | 우승 (2)  |
| 9    | 모로코            | 85   | 16        | 61        | 21 | 22  | 18 | 70   | 57   | +13    | 1.39      | 우승 (1)  |
| 10   | 콩고 민주 공화국  | 80   | 18        | 69        | 19 | 23  | 27 | 82   | 96   | -14    | 1.16      | 우승 (2)  |
| 11   | 세네갈            | 68   | 14        | 53        | 18 | 14  | 21 | 61   | 52   | +9     | 1.28      | 준우승    |
| 12   | 말리              | 61   | 10        | 46        | 15 | 16  | 15 | 55   | 61   | -6     | 1.33      | 준우승    |
| 13   | 남아프리카 공화국 | 55   | 9         | 38        | 14 | 13  | 11 | 45   | 41   | +4     | 1.45      | 우승 (1)  |
| 14   | 기니              | 48   | 11        | 39        | 11 | 15  | 13 | 55   | 57   | -2     | 1.23      | 준우승    |
| 15   | 부르키나파소      | 34   | 11        | 41        | 7  | 13  | 21 | 38   | 62   | -24    | 0.83      | 준우승    |
| 16   | 콩고 공화국       | 28   | 7         | 26        | 7  | 7   | 12 | 27   | 40   | -13    | 1.08      | 우승 (1)  |
| 17   | 수단              | 27   | 8         | 24        | 7  | 6   | 11 | 28   | 38   | -10    | 1.13      | 우승 (1)  |
| 18   | 가봉              | 25   | 7         | 21        | 6  | 7   | 8  | 19   | 26   | -7     | 1.19      | 8강 (2)   |
| 19   | 에티오피아        | 24   | 10        | 27        | 7  | 3   | 17 | 29   | 61   | -32    | 0.89      | 우승 (1)  |
| 20   | 앙골라            | 22   | 7         | 23        | 4  | 10  | 9  | 29   | 37   | -8     | 0.96      | 8강       |
| 21   | 토고              | 17   | 8         | 25        | 3  | 8   | 14 | 19   | 42   | -23    | 0.68      | 8강       |
| 22   | 적도 기니         | 15   | 2         | 10        | 4  | 3   | 3  | 8    | 10   | -2     | 1.50      | 4위       |
| 23   | 리비아            | 14   | 3         | 11        | 3  | 5   | 3  | 12   | 13   | -1     | 1.27      | 준우승    |
| 24   | 우간다            | 11   | 6         | 19        | 3  | 2   | 14 | 18   | 34   | -16    | 0.58      | 준우승    |
| 25   | 카보베르데        | 8    | 2         | 7         | 1  | 5   | 1  | 4    | 5    | -1     | 1.14      | 8강       |
| 26   | 짐바브웨          | 7    | 3         | 9         | 2  | 1   | 6  | 12   | 21   | -9     | 0.78      | 조별리그  |
| 27   | 케냐              | 7    | 5         | 14        | 1  | 4   | 9  | 8    | 24   | -16    | 0.50      | 조별리그  |
| 28   | 라이베리아        | 5    | 2         | 5         | 1  | 2   | 2  | 5    | 7    | -2     | 1.00      | 조별리그  |
| 29   | 르완다            | 4    | 1         | 3         | 1  | 1   | 1  | 3    | 3    | 0      | 1.33      | 조별리그  |
| 30   | 말라위            | 4    | 2         | 6         | 1  | 1   | 4  | 6    | 11   | -5     | 0.67      | 조별리그  |
| 31   | 시에라리온        | 4    | 2         | 5         | 1  | 1   | 3  | 2    | 11   | -9     | 0.80      | 조별리그  |
| 32   | 나미비아          | 2    | 2         | 6         | 0  | 2   | 4  | 9    | 18   | -9     | 0.33      | 조별리그  |
| 33   | 모잠비크          | 2    | 4         | 12        | 0  | 2   | 10 | 4    | 26   | -22    | 0.17      | 조별리그  |
| 34   | 탄자니아          | 1    | 1         | 3         | 0  | 1   | 2  | 3    | 6    | -3     | 0.33      | 조별리그  |
| 35   | 기니비사우        | 1    | 1         | 3         | 0  | 1   | 2  | 2    | 5    | -3     | 0.33      | 조별리그  |
| 36   | 니제르            | 1    | 2         | 6         | 0  | 1   | 5  | 1    | 9    | -8     | 0.17      | 조별리그  |
| 37   | 베냉              | 1    | 3         | 9         | 0  | 1   | 8  | 4    | 20   | -16    | 0.11      | 조별리그  |
| 38   | 모리셔스          | 0    | 1         | 3         | 0  | 0   | 3  | 2    | 8    | -6     | 0.00      | 조별리그  |
| 39   | 보츠와나          | 0    | 1         | 3         | 0  | 0   | 3  | 2    | 9    | -7     | 0.00      | 조별리그  |

## 같이 보기
- 아프리카 네이션스 챔피언십